# Andrónico III de Trebisonda
Andrónico III Gran Comneno (en griego: Ανδρόνικος Γ΄ Μέγας Κομνηνός, Andronikos III Megas Komnēnos; c. 1310-1332) fue emperador de Trebisonda desde 1330 hasta 1332. Fue el hijo mayor del emperador Alejo II de Trebisonda y de su esposa ibera, Jiajak Jaqeli de Samckhe.
Una de sus primeras acciones cuando se convirtió en emperador fue dar muerte a sus dos hermanos menores, Jorge Azachoutlou y Miguel Achpougas. Su otro hermano Basilio logró huir a Constantinopla, donde su tío Miguel estaba probablemente residiendo.
Murió en 1332 después de un reinado de veinte meses y fue reemplazado brevemente por su hijo posiblemente ilegítimo, Manuel II. Los crímenes de Andrónico habían sorprendido tanto a los habitantes de Trebisonda que se dividieron en facciones, poniendo el imperio al borde de la guerra civil. Las fuentes que han sido preservadas no dan muchos detalles sobre las circunstancias de su corto reinado.